# Добрава (Радлє-об-Драві)
Добрава (словен. Dobrava) — поселення в общині Радлє-об-Драві, Регіон Корошка, Словенія. Висота над рівнем моря: 349,3 м.